# تازروت
تازروت (بالأمازيغية: ⵜⴰⵥⵕⵓⵜ Taẓrut) هي قرية مغربية شمال المملكة وجماعة قروية تابعة لإقليم العرائش الساحلي. بلغ عدد سكان هذه الجماعة 6.438 نسمة سنة 2004.